# NGC 2881-1
NGC 2881-1 (другие обозначения — MCG -2-24-21, VV 293, ARP 275, PGC 26747) — спиральная галактика в созвездии Гидры. Открыта Льюисом Свифтом в 1886 году.
Относится к типу спиральных галактик с перемычкой, однако точно влияние приливных сил от взаимодействия в паре с NGC 2881-2 как причины возникновения перемычки не показано.
Входит в пару Ark 275 из Атласа пекулярных галактик.
Этот объект входит в число перечисленных в оригинальной редакции «Нового общего каталога».